# Aaron's Party (Come Get It) (canción)
«Aaron's Party (Come Get It)» es el segundo sencillo del álbum debut internacional de Aaron Carter, Aaron's Party (Come Get It).
El vídeo muestra a Carter bailando en una fiesta en una casa con sus amigos mientras sus padres están en una cita de luna de miel.

## Lista de canciones
Sencillo Estados Unidos
1. «Aaron's Party» (Come Get It) – 3:28
2. «Snippets» ("I Want Candy" and "Bounce") – 2:33
3. «Jump Jump» – 2:36
4. «Aaron Talking» – 0:51

Sencillo Reino Unido
1. «Aaron's Party» (Come Get It)
2. «Aaron's Party» (Come Get It) [Instrumental]
3. «(Have Some) Fun with the Funk»

## Posicionamiento
| Lista (2000)                         | Posición máxima |
| ------------------------------------ | --------------- |
| U.S. Billboard Hot 100 Singles Sales | 4               |
| U.S. Billboard Hot 100               | 35              |
| UK Singles Chart                     | 51              |
| Australian Singles Chart             | 73              |